# Kloetinge

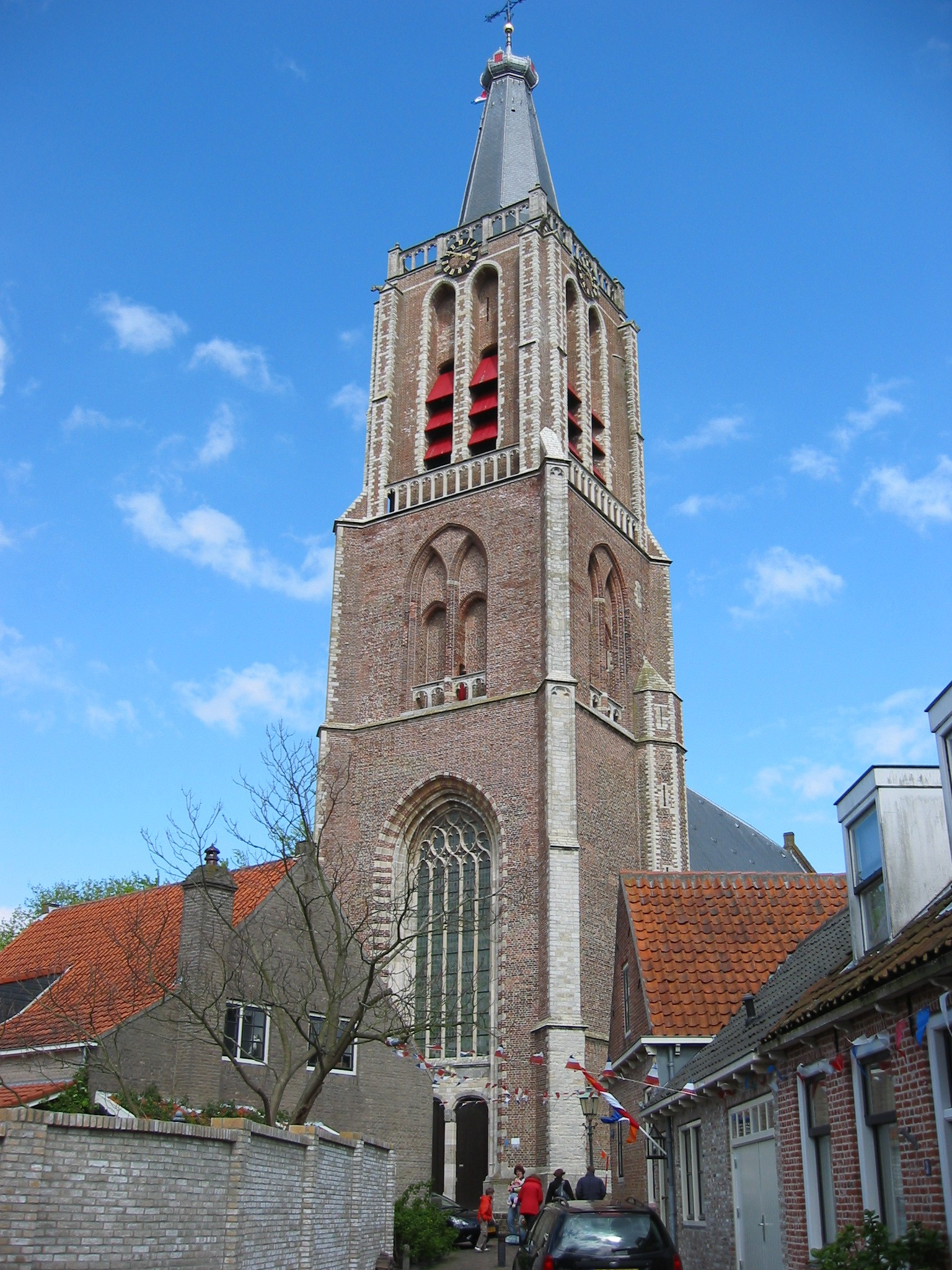
Kirche von Kloetinge

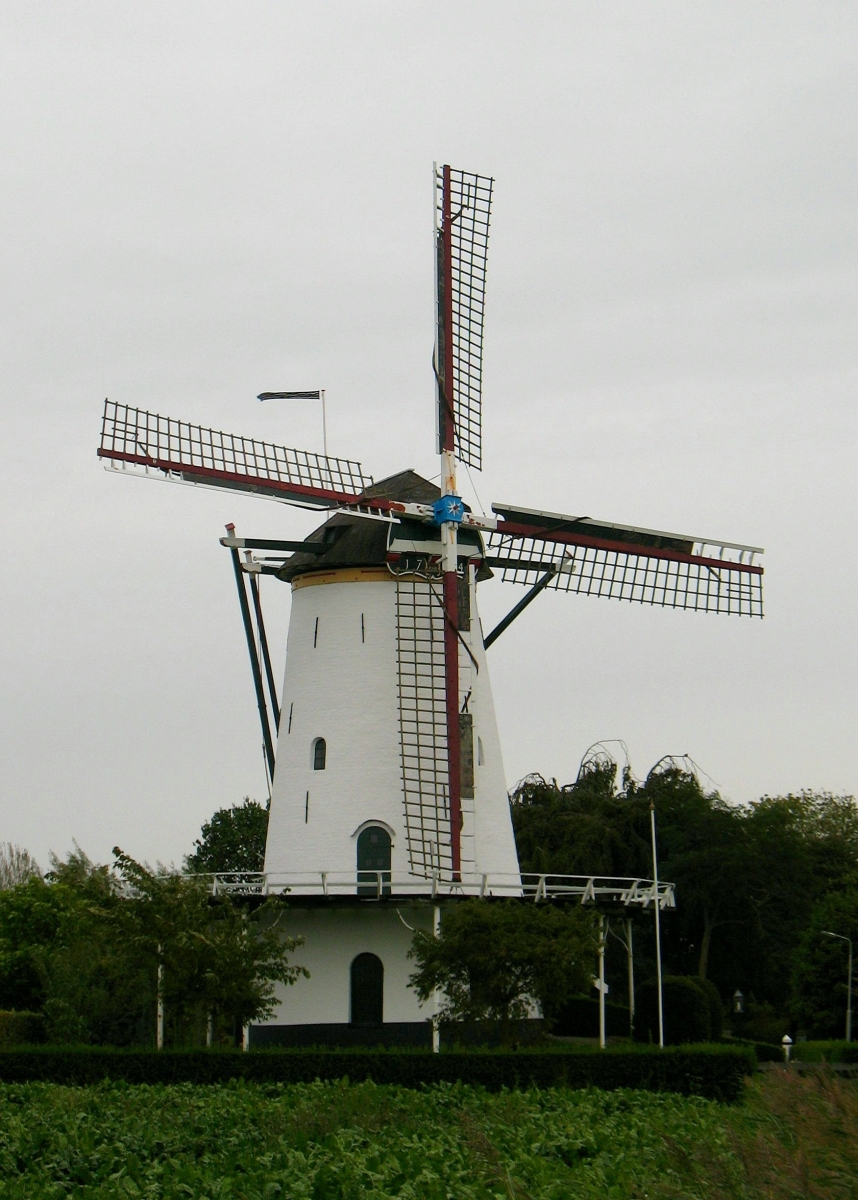
Die 2006 restaurierte Kloetingse Molen (Oostmolen)

Kloetinge (seeländisch Klusdurp) ist ein Ringdorf in der Gemeinde Goes in der niederländischen Provinz Zeeland.

## Namensherkunft
1216 wird der Name als „Clotinge“, später „Cloetinge“ überliefert. Im zeeländischen Dialekt als: „Kloetehe“ oder „Klusdurp“ bezeichnet. Der Name Kloetinge soll vom Begriff Scholle (niederl. „Kluit“ = „Scholle“) abstammen, welche zum Schutz des Dorfes gegen das Meerwasser aufgeschichtet wurden. Dorfnamen in Verbindung mit –inge gehören zu den ältesten in der Provinz.

## Wappen und Flagge
Das Wappen von Kloeting zeigt drei blaue französische Lilien (Fleur-de-Lys) auf orangem Schild. Es ähnelt in der Machart/Aufteilung dem Wappen Frankreichs von 1376 bis 1792 und 1814 bis 1830 sowie dem Wappen der hessischen Landeshauptstadt Wiesbaden. In den Niederlanden ist die Farbe Orange das Symbol des Königshauses Oranien.

## Geschichte
Kloetinge ist eines der ältesten Dörfern in Südbeveland. Das Dorf wurde vermutlich um das 10. Jahrhundert gegründet. Das Dorf soll im Mittelalter eine strategisch wichtigen Position gehabt haben. Im Achtzigjährigen Krieg (auch: Spanisch-Niederländischer Krieg) wurden in Kloeting (und Goes) spanische Soldaten kaserniert. Im Jahr 1572 wurde durch den Krieg Kloetinge zweimal verbrannt (niederl. „platgebrand“). 1578 wurde das Gebiet der Besitz der Dynastie: Prinz von Oranien.
Zwischen 1216 und 1248 entstand Kattendijke als eigenständige Parochie als Abpfarrung von Kloetinge.
Im 15. Jahrhundert gab es in Kloetinge fünf Mühlen, die alle im Besitz der Herren von Borssele (Borsele) waren.
Die zuvor bestehende Kapelle wurde ab 1250 durch die imposante Geerteskerk ersetzt. Der Hauptchor stammt aus dem 13. Jahrhundert und ist ein schönes Beispiel der flämischen Backsteingotik aus dieser Zeit. Das Kirchenschiff stammt aus dem 15. Jahrhundert und war ursprünglich einschiffig. Der Turmbau wurde im Jahr 1494 abgeschlossen. Mehrere befestigte Höfe und burgähnliche Bauten in der Umgebung sind ein Beweis für die Bedeutung des Ortes im Mittelalter (siehe Herrschaft Ravenstein).
Im 16. und 17. Jahrhundert waren die wichtigsten Existenzgrundlagen der Bevölkerung die Landwirtschaft, die Salzproduktion und die Lederverarbeitung.
Nach 1900 gab es ein rasantes Bevölkerungswachstum. Grund war die günstige Besteuerung. Viele wohlhabende Personen aus Goes ließen sich in Kloeting nieder.
Bis 1970 bildete Kloetinge eine eigenständige Gemeinde und ist seither Teil der Gemeinde Goes.

## Sehenswürdigkeiten, Sonstiges

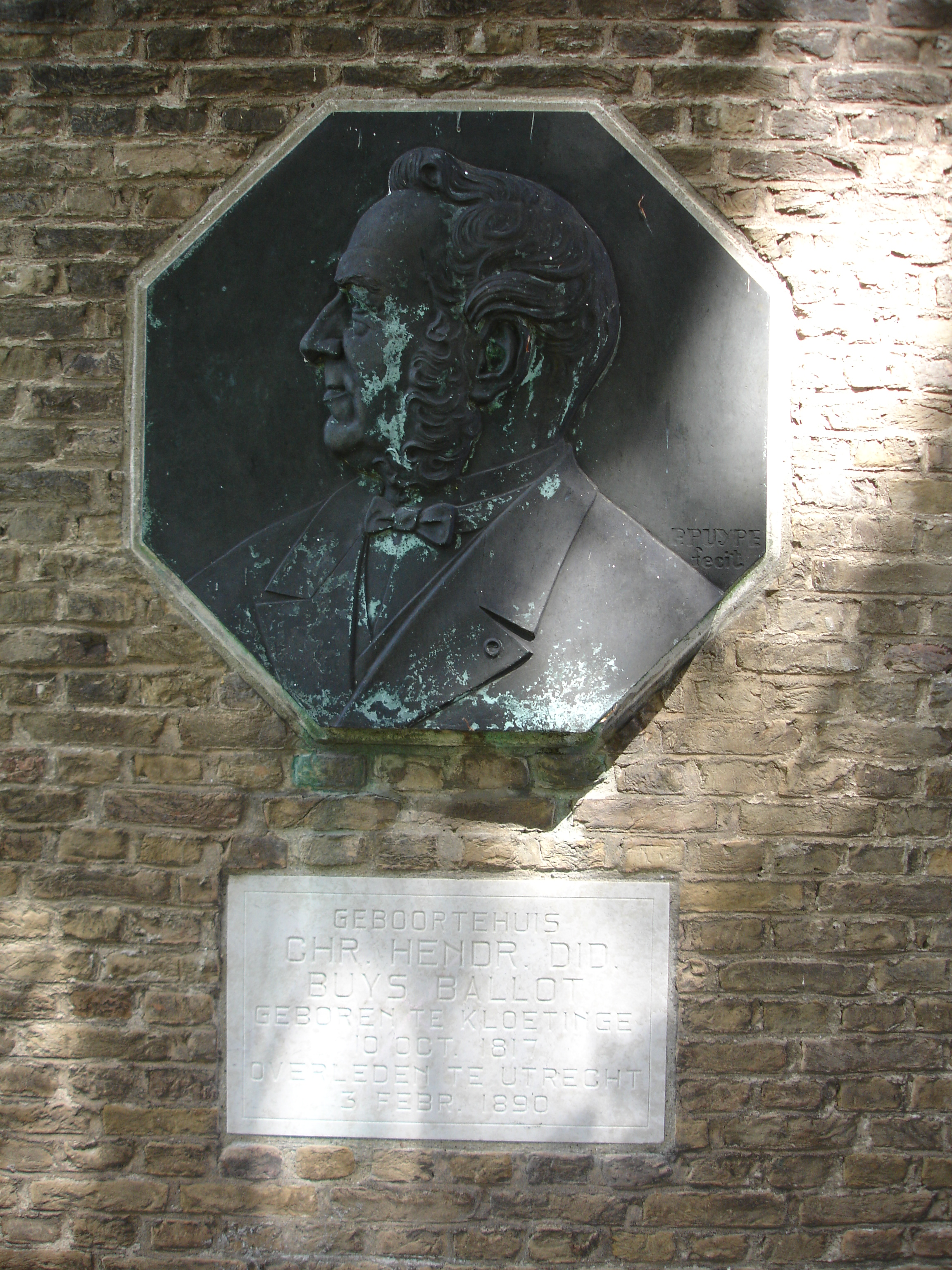
Erinnerungstafel Christoph Buys Ballot

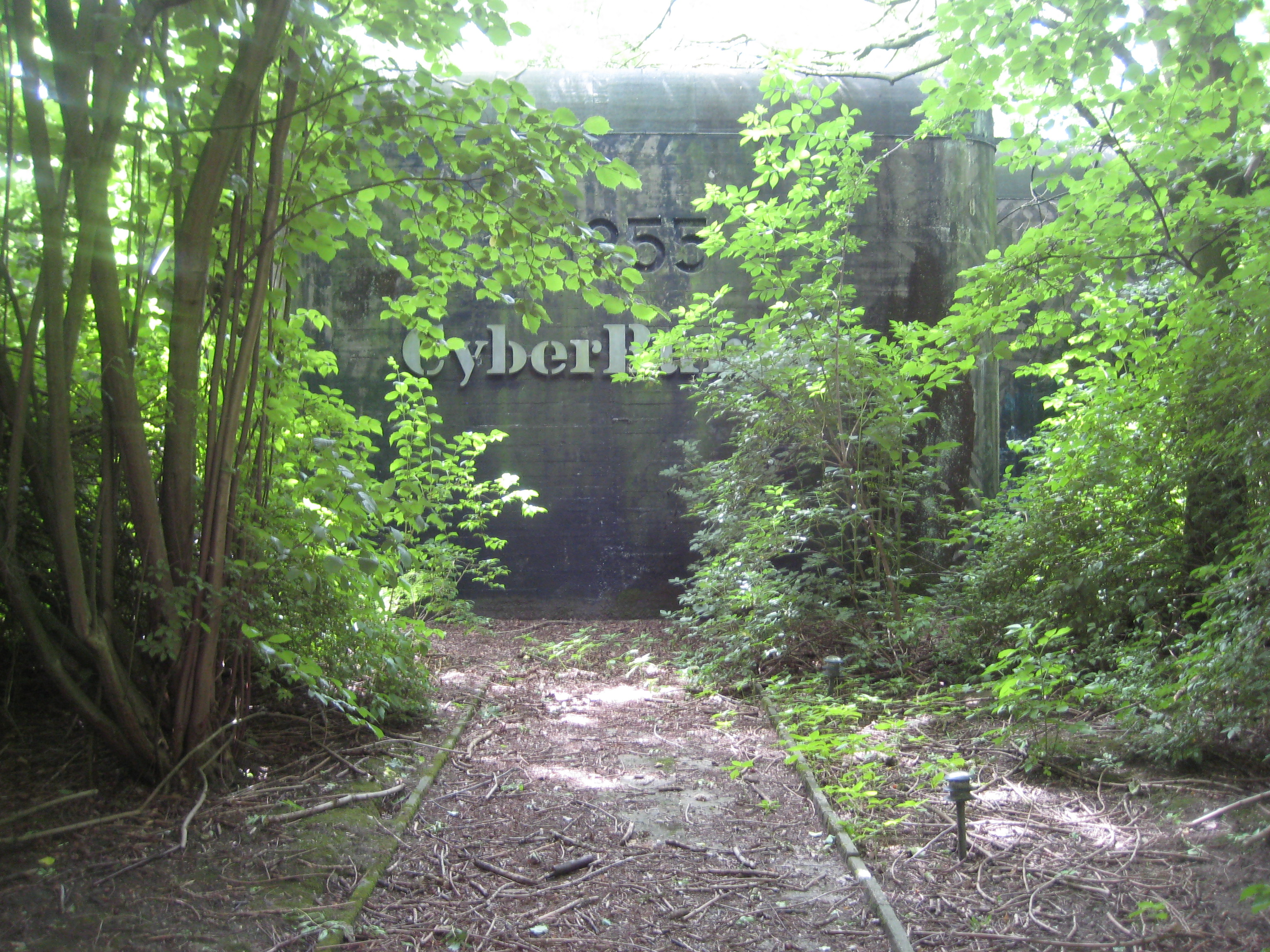
CyberBunker: Eingangsbereich

Kloetinge ist ein typischer Marktflecken in Zeeland mit langer historischer Tradition. In der Mitte des Dorfes befindet sich ein Dorfteich (seeländisch vaete, niederländisch dorpsvijver), der als Tränke für das Vieh und als Reservoir für die Feuerwehr genutzt wurde. Das Erscheinungsbild von Kloetinge ist teilweise im Sinne eines Kulturschutzes geschützt, es befinden sich mehr als 60 staatlich geschützte Objekte im Dorf ( Rijksmonumenten).
Die Geerteskerk (Gertrudenkirche) stammt teilweise aus dem 13. Jahrhundert.
Kloetinge hat eine historische Mühle, die Kloetingse Molen (seit 2013 „Oostmolen“), mit den Ursprüngen aus dem Jahr 1704.
Das Geburtshaus des niederländischen Meteorologen und Naturwissenschaftler Christoph Buys Ballot ist anhand der dort angebrachten Erinnerungstafel leicht auffindbar.
Etwas außerhalb des Dorfes finde sich ein alter, denkmalgeschützter Landsitz (Jachthuys).
In Kloetinge soll der größte Mammutbaum von Zeeland stehen.
In einem ehemaligen Militärischen Bunker aus dem Jahr 1955 der 1996 stillgelegt wurde, wurde zwischen 1998 und 2002 von CyberBunker und danach von anderen Betreibern ein Rechenzentrum betrieben.

## Persönlichkeiten
- Johann Wolfart van Brederode (1599–1655), Herr von Kloetinge
- Christoph Buys Ballot (1817–1890), Meteorologe und Naturwissenschaftler
- Keetie van Oosten-Hage (* 1949), ehemalige Radrennfahrerin
- Kees Zwamborn (* 1952), Fußballspieler und -trainer